# SSS (volleybalclub)
SSS (Speel Steeds Sportief) is een volleybalvereniging uit Barneveld, in de Nederlandse provincie Gelderland.
Het eerste herenteam van de vereniging werd in het seizoen 2008/2009 kampioen in de toenmalige B-League en promoveerde naar de A-League, nu Eredivisie genaamd. In het seizoen 2009/2010, de jaargang waarin de volleybalvereniging SSS 50 jaar bestond, handhaafde BMC/SSS zich in de A-League en werd de halve finale van de nationale beker bereikt. De beste prestatie is een vierde plaats in de Eredivisie (2012/2013 en 2016/2017). In het seizoen 2024/2025 komt Simplex/SSS Heren 1 uit in de Eredivisie en Simplex/SSS Dames 1 in de Eerste Divisie A.

## Geschiedenis

### Oprichting
SSS is op 10 april 1960 opgericht. Dit doordat de heer J. de Goede, leider van de gymnastiekvereniging DOVES, voor zijn trimgroep jaarlijks een volleybaltoernooi organiseerde in de oude eierhal. Ook deed een team van zwem- en poloclub De Waterkip mee aan dit toernooi. In dit team speelden een viertal mede-oprichters mee van SSS. Spelers van het eerste uur waren de heren J. ter Haar, F. Seralawan, A. Stahlie, P. van der Spoel, G. Leertouwer, B. ter Harmsel, J. Bos en G. van Surksum en de dames A. Oddink en T. de Heus. Eigenlijk mag SSS worden gezien als het "kind" van DOVES en DWK.
Al spoedig werden klinkende resultaten behaald. De competitieladder werd langzaam bestegen en trapje voor trapje klom SSS steeds hoger. Maar in de begintijd heeft SSS het ook moeilijk gehad. Er moest altijd in Amersfoort worden gespeeld, omdat in Barneveld geen goedgekeurde hal aanwezig was om in te spelen.
Toen de Pluimveehal eind jaren 60 / begin jaren 70 werd omgebouwd tot De Veluwehal, een cultureel centrum inclusief een sporthal, werd voorzien in een goede speelhal. Toen de Veluwehal op 3 april 1977 geheel afbrandde verhuisde SSS naar scholencomplex De Lijsterhof.

### De Lijsterhof
In sportzaal De Lijsterhof heeft SSS vele jaren doorgebracht voor haar trainingen en competitiewedstrijden. Het was het daar verboden om alcohol te schenken. Hiervoor moest worden uitgeweken naar Café Vinkenborg (later café van den Heuvel).
Nadat De Veluwehal weer was herbouwd, werd deze ook weer door SSS gebruikt. Ook al omdat De Lijsterhof ongeschikt was voor eredivisie volleybal, het niveau waarop SSS vanaf halverwege de jaren tachtig op acteerde. Behalve De Veluwehal werd van heel veel andere zalen van scholen en instanties gebruikgemaakt, zoals de sportzalen van het Johannes Fontanus College en Technische school / De Meerwaarde, sportzaal De Lijsterhof, sportzaal De Valkhof, sportzaal Begoniastraat, sportzalen in Achterveld, Kootwijkerbroek en De Glind en de sportzaal van de Kootkazerne in Stroe.

### Oosterbos (2003-2011)
Tot 2003 heeft SSS voor haar competitiewedstrijden op donderdagavond en zaterdagavond gebruikgemaakt van de Veluwehal en werd daarnaast op heel veel plekken training gegeven. De Veluwehal en lokale cafés fungeerden als plaatsen waar de sociale contacten werden aangetrokken.
In 2003 kreeg SSS sporthal Oosterbos als thuisbasis. Zij beschikte daarbij over een eigen sportkantine, de Sam Sam, die samen met de badmintonclub BCB gerund werd. Hierdoor konden alle competitiewedstrijden (donderdagavond + zaterdagmiddag) in sporthal Oosterbos plaatsvinden alsmede een aantal trainingen op de dinsdagavond. Om alle trainingen te kunnen verzorgen bleef het noodzakelijk gebruik te maken van de andere sportzaaltjes in Barneveld en omgeving.

### De Meerwaarde (2011-heden)
In 2010 werd bekend dat sportcentrum De Meerwaarde zou worden gebouwd en SSS werd gevraagd als hoofdhuurder te gaan fungeren. Het centrum zou uit 2 hallen van ieder 3 velden gaan bestaan waarbij 1 hal 9 meter vrije speelruimte zou krijgen. Ook de vloeren zouden aan het volleybal worden aangepast en SSS mocht de kantine in eigen beheer nemen. Op 3 oktober 2011 werden de eerste wedstrijden in dit centrum gespeeld en de officiële opening vond op 14 februari 2012 plaats. De kantine kreeg de naam CheerSSS, naar de tv-serie (Cheers) uit de periode 1980-1990.
Op dit moment zijn er ca. 500 leden lid van SSS waarvan 450 actief volleybal spelen, de vereniging behoort daardoor tot de grotere volleybalverenigingen van Nederland. Om SSS te laten reilen en zeilen beschikt SSS over een groot aantal vrijwilligers die ervoor zorgen dat alles goed verloopt, mede door een in 2002 geïntroduceerd vrijwilligerssysteem dat uniek is in volleybalspelend Nederland.

## Heren 1

### Geschiedenis Heren 1

#### 1978: De weg omhoog
SSS heeft vanaf 1978 de weg naar de volleybaltop van Nederland ingeslagen. In de Lijsterhof zijn toen kampioenschappen behaald met mannen als Karel van Dijk, Kees Koolen, John Tuhusula, Peter Toonen, Wouter Eijkelenboom, Jaap Landman en Willem Held. In vijf seizoenen is SSS toen opgeklommen van de promotieklasse naar de eerste Divisie. De Lijsterhof stond met de supportersvereniging de Eppo's vaak geheel op z'n kop. Steeds werd er onder leiding van Wouter Eijkelenboom naar verbetering gezocht. Langzamerhand werd de trainingsintensiteit opgeschroefd van 1 keer 2 uur trainen naar uiteindelijk 3 keer in de week 3½ uur.

#### 1987: promotie naar Eredivisie
In het vierde seizoen eerste divisie heeft BDU/SSS via het kampioenschap promotie afgedwongen naar de Eredivisie. Met spelers zoals olympisch goud winnaar Henk-Jan Held, zijn broer Willem Held, Wim Foppen en Frank Ellenbroek, René Erica en Carl Koetsier speelde Brezan/SSS voor gemiddeld 1500 toeschouwers in de Eredivisie.

#### 1999: Wonder van Breda
Na de Eredivisie heeft SSS zich in de subtop van Nederland gehandhaafd in de eerste divisie met spelers als Gert Jan Kieft, Jeroen Moraal, Hendrik Jan de Jong en Mingoes Lekatompessy. Uiteindelijk werd in 1999 voor de tweede maal het kampioenschap en promotie naar de Eredivisie bewerkstelligd. In Breda werd met spelers als Age Baanstra, Norman Abraham, international Robert Horstink, Gerard de Boer, Roger Beumer en Remco Brouwer promotie afgedwongen.

#### 2000: Topvolleybal Nederland (TVN) en crisis in Barneveld
SSS promoveerde dus naar het hoogste niveau. Daar speelt het een bescheiden rol. De ploeg staat laatste en voor lijfsbehoud is het alle hens aan dek. Daar lijkt het niet toe te komen. Oorzaak is een plan van Topvolleybal Nederland (TVN), waarin SSS een hoofdrol speelt. TVN wil talentrijke spelers een fulltime opleiding geven. Spelers onder de 21 jaar krijgen naast hun studie dagelijks training van Bert Goedkoop. Omdat wedstrijdervaring onontbeerlijk is, heeft TVN gezocht naar een club waar die twaalf talenten kunnen spelen. Dat is SSS geworden. Maar dat betekent dat er voor de huidige spelers geen plaats meer is. Manager Hans van Dijk is opgestapt. "Dit is heel droevig", zei hij. "De huidige spelers hebben te horen gekregen dat ze in april weggeschopt worden. SSS staat nu laatste. Je kunt dat nog wel goedmaken, maar dan heb je wel heel gemotiveerde spelers nodig." Van Dijk wist wel waarom TVN voor SSS koos: "Er is geen eredivisieploeg die zoveel publiek trekt. En we hebben al jaren een goede opleiding. Ons succes is onze dood geworden." Een woordvoerder van TVN zei: "We zochten een club centraal in het land, met een grote hal en een goede organisatie. SSS was onze eerste keus." (archief Trouw)

#### 2001: Heren 2
Het verblijf op het hoogste niveau was maar van korte duur. In 2001 werd SSS 2 als complete outsider kampioen in de eerste divisie en zorgde ervoor dat SSS weer eredivisie speelde. Jonge spelers zoals Mark van Roekel, Wouter en Marc Klapwijk en Hugo Rijken vormden in de eredivisie Appeal/SSS. Vanuit die periode zijn uiteindelijk veel spelers voor het nationale team afgeleverd. Nico Freriks, Kay van Dijk, Rob Bontje, Yannick van Harskamp, Niels Klapwijk en Lars Lorsheid hebben hun opleiding bij SSS gehad. Na drie seizoenen eredivisie bleek BMC/SSS net een maatje te klein voor het hoogste niveau.

#### 2003-2007: driemaal kampioen
Daarna bleek SSS echter een maatje te groot voor de eerste divisie. Na drie titels op rij in de eerste divisie met spelers als Edwin Feijen, Marc Klapwijk, Ernst Zijlstra, Joris Marcelis en Jarno Timmerman promoveerde BMC/SSS naar de B-League.

#### 2007-heden: Stichting Topvolleybal Barneveld
De Stichting Topvolleybal Barneveld (STB) is opgericht in 2007 en werkt nauw samen met de grote Barneveldse volleybalvereniging SSS. De stichting heeft als doel het topvolleybal in Barneveld te organiseren, te ontwikkelen en te promoten. Daarbij wordt veel waarde gehecht aan de stabiliteit en continuïteit van de organisatie, zodat de liefhebbers op de Veluwe ook op lange termijn van volleybal op hoog niveau kunnen genieten. De STB is verantwoordelijk voor het eerste mannenteam van volleybalvereniging SSS.

#### 2009: kampioen B-League
In de B-League is onder leiding van trainer Willem Held middels het kampioenschap promotie naar de A-League afgedwongen. SSS speelt vanaf 2009 op het hoogste platform in Nederland.

#### 2013 en 2017: vierde plaats van Nederland
SSS heeft het seizoen 2012/2013 afgesloten met een vierde plek in de Eredivisie. Na de zesde plaats in de reguliere competitie werd dit eindresultaat bereikt middels de play-offs. Orion werd in een best-of-three verslagen. Tilburg STV bleek in de derde wedstrijd een maatje te groot, waardoor net naast Europees volleybal werd gegrepen. Dit resultaat was het beste dat SSS ooit bereikte in de clubgeschiedenis. Het team bestond uit Tim Ham, Stefan Taanman, Tom van den Boogaard, Wessel Anker, Johan Oosting, Pim Kamps, Ted Schoenfeldt, Michiel van de Beek, Dwin Brouwer, Tom Buijs en Marco Daalmeijer. De begeleiding bestond uit Edward Kamphuis (trainer/coach), Jacco Albers (assistent) en Christien Timorason (teammanager).
In het seizoen 2016/2017 werd de beste positie in de clubgeschiedenis geëvenaard. In de seizoenen daarvoor was SSS een vaste klant in de strijd tegen degradatie; maar met een ervaren ploeg waren de Barnevelders een stabiele middenmoter in het seizoen 2016/2017. Nadat de reguliere competitie op een zesde plaats werd afgesloten, raakte SSS op stoom in de play-offs: Inter Rijswijk werd in de kwartfinales uitgeschakeld en in de halve eindstrijd dwong de ploeg van trainer/coach Albert Cristina de topploeg Orion tot het uiterste (2-3 en 1-3 verlies). In de strijd om de derde plek was Draisma Dynamo nipt te sterk. Net als vier jaar eerder behoorden Michiel van de Beek, Johan Oosting en Dwin Brouwer tot de selectie van SSS.
In het seizoen 2022/2023 was Simplex/SSS voor het eerst in de clubgeschiedenis koploper in de Eredivisie. Op zaterdag 19 november 2022 pakten de Barnevelders de eerste plaats na een 3-1 overwinning op Draisma Dynamo. SSS won dit seizoen - eveneens voor het eerst in de geschiedenis - minimaal één keer van alle teams in een eredivisieseizoen. SSS eindigde uiteindelijk op de vijfde plaats en reikte tot de halve finales van de beker.

### Belangrijke spelers
In de gehele geschiedenis zijn een paar spelers zeer belangrijk geweest voor de sportieve ontwikkeling van de club: Wouter Eijkelenboom was speler vanaf 1978 en heeft als initiator en trainer uiteindelijk aan de basis gestaan voor promotie vanaf de regionale promotieklasse naar de Eredivisie.
Willem Held is in de afgelopen 30 jaar zowel als speler, trainer en technisch coördinator een constante stuwende factor geweest. Mede door Held is het volleybal op topniveau zo lang mogelijk geweest. Norman Abraham is 14 seizoenen een zeer belangrijke speler geweest in heren 1. De clubman heeft aan drie kampioenschappen een bijdrage geleverd.
Sinds de oprichting van Stichting Topvolleybal Barneveld (2007) zijn Michiel van de Beek, Johan Oosting en Dwin Brouwer belangrijke spelers geweest bij Heren 1; het trio behoorde tot de selectie in zowel 2013 als 2017 die het beste eredivisieresultaat uit de clubgeschiedenis neerzette. Van de Beek is een exponent uit de eigen jeugdopleiding en speelde uiteindelijk negen seizoenen in Heren 1 en speelde tussen 2013 en 2018 maar liefst 132 wedstrijden op rij (waarvan hij één keer niet in de basis startte). Oosting speelde eveneens negen seizoenen in Heren 1 en maakte onder andere de promotie naar de Eredivisie mee (2007-2013; 2015-2017; 2018-2019). Brouwer kwam als tiener over van vv Surf (Hoevelaken) en speelde in twee periodes tien jaar voor SSS.

### Bekende (oud-)spelers
- Henk-Jan Held
- Robert Horstink
- Rob Bontje
- Nico Freriks
- Kay van Dijk
- Maarten van Garderen

### Competitieresultaten Heren 1
| 1 |

| 1 |

| 5 |

| 2 |

| 1 |

| 5 |

| 5 |

| 5 |

| 1 |

| 7 |

| 6 |

| 12 |

| 4 |

| 1 |

| 3 |

| 4 |

| 3 |

| 4 |

| 6 |

| 8 |

| 1 |

| 12 |

| 5* |

| 10 |

| 10 |

| 12 |

| 1 |

| 1 |

| 1 |

| 7** |

| 1 |

| 7 |

| 7 |

| 6 |

| 4 |

| 9 |

| 9 |

| 7 |

| 4 |

| 5 |

| 7 |

| 7 |

| 8 |

| 6 |

| 5 |

| 6 |

| Eredivisie (nationaal) | Topdivisie (nationaal) | Eerste divisie (nationaal) | Tweede divisie (nationaal) | Derde divisie (regio oost) | Promotieklasse (regio oost) | Eerste klasse (regio oost) | Tweede klasse (regio oost) |

*In het seizoen 2001/2002 eindigde SSS 1 op de vijfde plaats in de eerste divisie; aangezien SSS 2 kampioen werd in de eerste divisie speelde het eerste team van SSS in het volgende jaar alsnog in de Eredivisie.
**Tot 2007 was de eerste divisie het tweede niveau van Nederland. Sinds het seizoen 2007/2008 is de Topdivisie (destijds B-League) het tweede niveau.